# نگاشت نعل اسبی
در ریاضیات و نظریه آشوب، یک نگاشت نعل اسبی هر عضوی از کلاس نگاشت‌های آشوبناک مربع بر روی خودش است. این نگاشت یک نمونه اساسی در مطالعه سیستم‌های دینامیک است. استیو اسمیل زمانی که درباره نوسان‌ساز وان درپل مطالعه می‌کرد این نگاشت را پیشنهاد داد. از دیدگاه هندسی عملکرد نگاشت برابر است با فشرده کردن یک مربع، سپس کشیدنش تا به شکل یک نوار درآید و در آخر خم کردن نوار تا به شکل نعل اسب درآید.